# Włodzimierz Rykowski
Włodzimierz Rykowski (ur. 15 stycznia 1915 w Szymakach k. Płońska, zm. 14 grudnia 1988 w Ciechanowie) – działacz społeczny, regionalista, wieloletni prezes Towarzystwa Przyjaciół Ziemi Przasnyskiej.

## Życiorys
Dzieciństwo spędził w Chorzelach (ojciec był obrońcą sądowym). Brał udział w wojnie obronnej 1939, dostał się pod Siedlcami do niewoli niemieckiej. W niewoli przebywał przez cały okres wojny. Do Polski wrócił w 1946. Pracował kolejno w Sądzie Grodzkim w Przasnyszu i w Przedsiębiorstwie Budowlanym w Ciechanowie i Przasnyszu.
Obok pracy zawodowej intensywnie zajmował się gromadzeniem materiałów dotyczących dziejów Przasnysza i okolic. Był współorganizatorem Powiatowej Komisji Historii, Kultury i Sztuki przy prezydium Powiatowej Rady Narodowej w Przasnyszu (1957), Towarzystwa Przyjaciół Ziemi Przasnyskiej (1965) i Muzeum Ziemi Przasnyskiej (dziś Muzeum Historyczne w Przasnyszu – 1980). Był prezesem TPZP do 1986. Prowadził ożywioną działalność odczytową na tematy regionalne, publikował wiele artykułów dotyczących Przasnysza (m.in. w czasopiśmie Pięć Rzek). Działał w Mazowieckim Towarzystwie Kultury, uczestniczył w pracach Narodowej Rady Kultury do spraw Regionalnych Towarzystw Kultury. Z jego inicjatywy w powiecie przasnyskim prowadzono badania archeologiczne.